# Salpicão

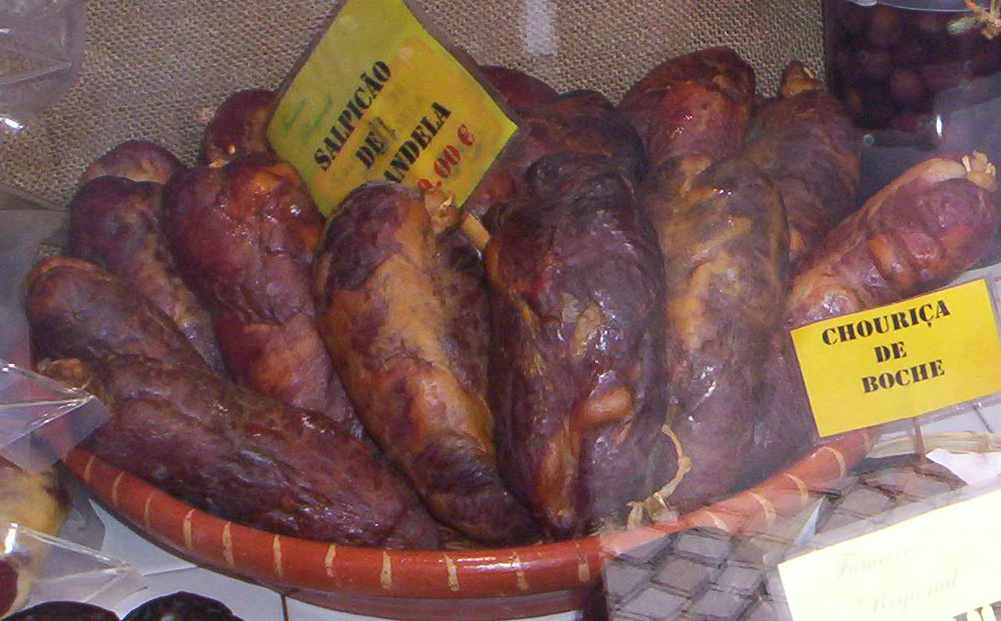
Salpicão de Mirandela.

O salpicão é um enchido tradicional de Portugal. É fumado, de cor castanha clara, cilíndrico, com cerca de 15 cm de comprimento. É confeccionado com carne de porco do lombo. Apresenta como condimentos o sal, o vinho branco ou tinto, o alho, o colorau doce ou picante e o louro. Como base, é usada uma tripa grossa de porco, com formato recto. Após ser temperada, a carne repousa durante 8 dias sobre a lareira e fazendo fumeiro de duas a três vezes ao dia, para ganhar sabor, sendo pendurada já dentro da tripa, findo este período.
É um enchido popular na região de Trás-os-Montes, havendo registos da sua produção datando já do século XVIII.[carece de fontes?]
Pode ser consumido em fatias grossas ou finas, com pão.